# 超大型企業

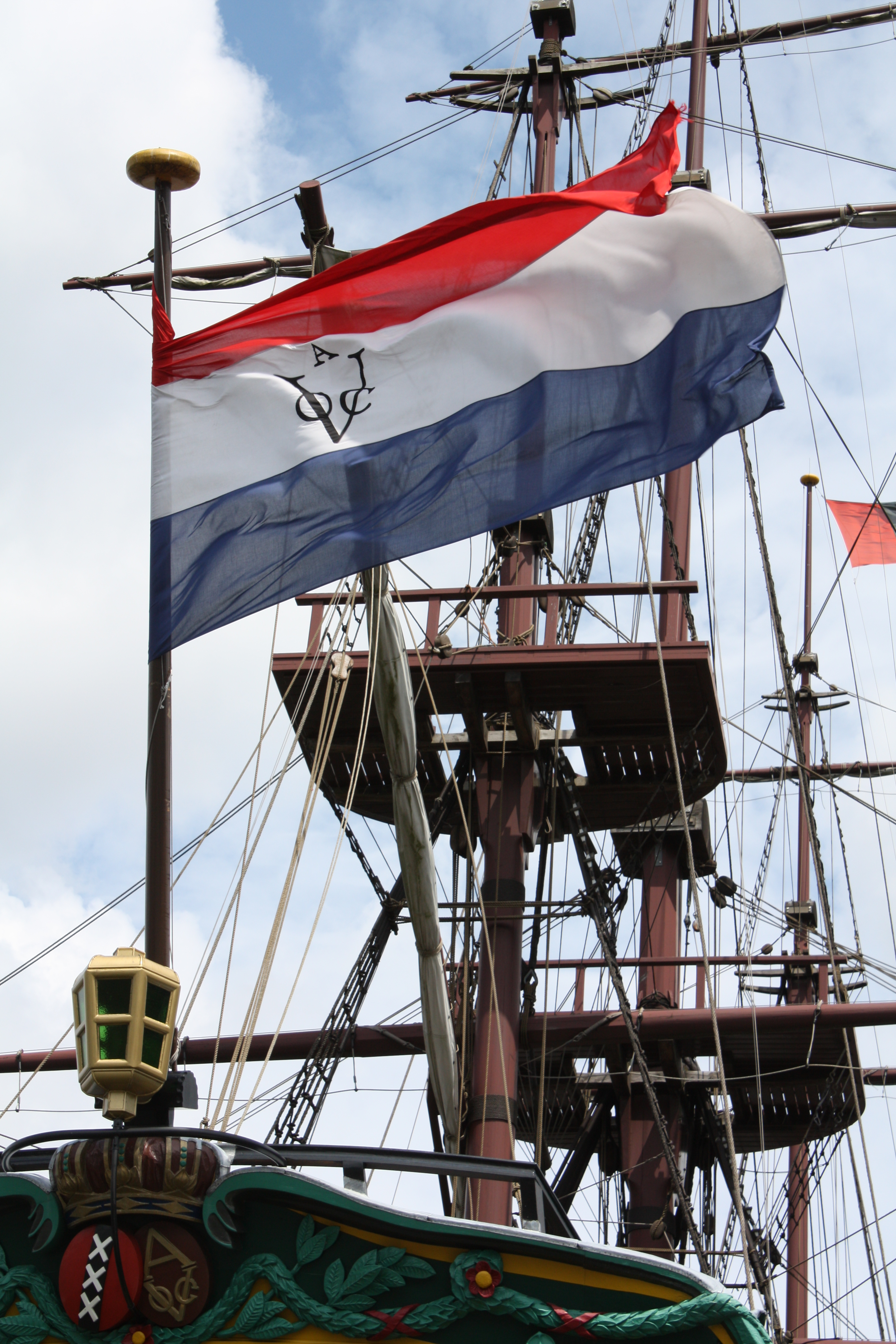
荷蘭東印度公司（VOC）的「東印度人」的複製品。VOC通常被認為是世界上第一個真正的多國公司（或跨國公司）。它是全球公司的開創性早期模型，也是歷史悠久的洲際公司的典範。 在許多方面，VOC實際上可能是超大型公司的第一個歷史範本。 實際上，它也是一家原始綜合企業，而不是純粹的貿易公司或貨運公司。

超大型企業（英語：megacorporation,mega-corporation或megacorp）是威廉·吉布森推廣的術語，是由mega做為字首與corporation兩個字的結合。它已在賽博朋克文學中廣泛傳播。它指的是一個大型綜合企業（通常是私有企業），在多個市場上擁有壟斷或近乎壟斷的控制權（因此表現出水平和垂直壟斷）。巨型企業是如此強大，以至於他們可以無視法律，擁有自己的（通常是軍隊規模）武裝部隊、私人軍隊，成為私有化警察部隊的經營者，擁有“主權”領土，甚至充當徹頭徹尾的政府。他們經常對員工進行很大程度的控制，從而將“企業文化”這一概念發揮到極致。這種超大型企業的組織的概念早在賽博龐克出現之前就已經出現在科幻小說中了，例如菲利普·狄克(銀翼殺手,1968)、Thea von Harbou（大都會，1927年）、Robert A. Heinlein（銀河公民，1957年）、Robert Asprin（冷現金戰爭，1977年）和Andre Norton（日光女王小說）。在1977年的《旅行者》這個科幻角色扮演遊戲中，該術語的明確使用要早於William Gibson。